# Gethin Jones (Fußballspieler, 1995)
Gethin Wynne Jones (* 13. Oktober 1995 in Perth) ist ein australisch-walisischer Fußballspieler.

## Karriere

### Klub
Er wurde zwar im australischen Perth geboren, ging aber früh in seinem Leben nach Wales und spielte dort dann ab 2007 in der Jugend von Wrexham, wo er dann von Scouts von Everton entdeckt wurde, welche ihn 2008 für deren Jugend dann verpflichteten. Hier durchlief er dann mehrere Jugendmannschaften und wurde von der U21 aus erstmals im März 2015 kurzzeitig an Plymouth Argyle verliehen, wo er von April bis Mai in der League Two ein paar Einsätze machte. Als zweite Leihstation ging es für ihn dann im Januar 2017 bis zum Saisonende zum FC Barnsley, wo er auch sein Debüt in der Championship machte und zu einigen Einsätzen kam.
Trotz mehrerer Vertragsverlängerungen mit Everton kam er lediglich in der Europa League im Dezember 2014 für die erste Mannschaft zu einem sehr kurzen Einsatz. So trennten sich seine Wege mit diesen dann Anfang 2018, wo er einen Vertrag bei Fleetwood Town unterschrieb. Nun in der League One, kam er sporadisch zum Einsatz wurde dann aber nach einem Jahr weiter an Mansfield Town verliehen und löste danach im August 2019 seinen Vertrag mit Fleetwood auf.
Einen Monat später fand er in der League Two mit Carlisle United dann einen neuen Klub, bei welchem er nun unterkam. Hier kam er nun konsistent zum Einsatz und steuerte auch hin und wieder einen Assist bei. Nach einer ersten Vertragsverlängerung schlug er eine weitere aber aus und schloss sich so zur Saison 2020/21 eine Liga höher den Bolton Wanderers in der League One an, mit welchen er auch die EFL Trophy gewann.

### Nationalmannschaft
Schon früh in der Jugend bekam er erste Nominierungen und Einsätze für die walisischen U-Nationalmannschaften. In der U19 und der U21 führte er seine Mannschaft auch fast immer als Kapitän aufs Feld, verpasste mit seinen Mannschaften aber stets die Qualifikation für die Endrunde einer Europameisterschaft. Weitere Einsätze kamen danach aber nicht und es gab auch nie Bestrebungen ihn für die walisische Nationalmannschaft zu nominieren. Im Jahr 2017 merkte er damals erstmals an, dass er auch vom australischen Verband kontaktiert wurde, ob er für deren U23 spielen wolle.
Zu einer richtigen Nominierung kam es aber nie und einige Jahre später folgte dann aber seine Nominierung für die australische A-Nationalmannschaft, für welche er gleich in den Kader bei der Asienmeisterschaft 2024 berufen wurde. Sein Debüt für die Socceroos gab er dann am 6. Januar 2024, bei einem 2:0-Freundschaftsspielsieg über Bahrain, wo er in der 78. Minute für Nathaniel Atkinson eingewechselt wurde. Auch beim Turnier kam er dann auch unter anderem in den ersten beiden Gruppenspielen zum Einsatz.